# FV Speyer 1919
FV Speyer 1919 was een Duitse voetbalclub uit Speyer, Rijnland-Palts.

## Geschiedenis
De club werd in 1919 opgericht als voetbalafdeling van Turnverein 1847 Speyer. Datzelfde jaar nog werden de voetballers zelfstandig onder de naam FV Speyer. In 1920 speelde de club voor het eerst in de hoogste klasse van de Paltscompetitie en werd laatste. Doordat de competitie opging in de Rijncompetitie degradeerde de club niet. Het was echter uitstel tot executie want degradatie volgde het volgende jaar. In 1926 promoveerde de club terug en speelde opnieuw twee seizoenen in de hoogste klasse.
In 1938 moest de club van de overheid fuseren met TV 1847 en speelde zo als VfL 1847 Speyer. In 1944 ging de club een oorlogsfusie aan met MSV Pioniere Speyer.
In 1943 promoveerde de club naar de Gauliga Westmark en werd daar negende op tien clubs. Na de Tweede Wereldoorlog werden alle Duitse clubs ontbonden. In 1946 werd FV heropgericht. In 1952 promoveerde de club naar de toenmalige hoogste klasse, de Oberliga Südwest. Na een tiende plaats in het eerste seizoen eindigde de club het volgende seizoen boven de degradatiezone en degradeerde in 1954/55. Na één seizoen keerde de club al terug naar de Oberliga en streed vier seizoenen op rij tegen degradatie en verloor deze strijd in 1959/60. Door de invoering van de Bundesliga in 1963 verzeilde de club in de derde klasse en zelfs daar werd de club laatste.
In 1967 promoveerde de club naar de Amateurliga en een jaar later zelfs naar de Regionalliga. De club speelde hier tot 1974 toen de competitie werd vervangen door de 2. Bundesliga. Enkel in 1970 eindigde de club in de top 10 met een vijfde plaats. Na twee jaar amateurliga volgde een degradatie in 1977. Met slechts één punt en 183 tegendoelpunten was het een ware vernedering voor de club.
Van 1983 tot 1991 en van 1995 tot 2004 speelde de club in de Verbandsliga, aanvankelijk nog de vierde klasse, maar vanaf 1995 nog maar de vijfde. In 2005 en 2006 werd de club telkens laatste in de Landesliga met meer dan 100 tegendoelpunten maar degradeerde niet doordat andere clubs vrijwillig degradeerden. In 2007/08 speelde de club in de Bezirksliga Vorderpfalz en fuseerde na dit seizoen met VfR Speyer tot FC Speyer 09.